# Zannone
Zannone est la plus septentrionale des Îles Pontines. Avec sa superficie de 0,9 km2, elle est la troisième plus petite île de l'archipel (après Santo Stefano et Gavi). Cette île se situe au nord-est de la commune de Ponza dans la Mer Tyrrhénienne.

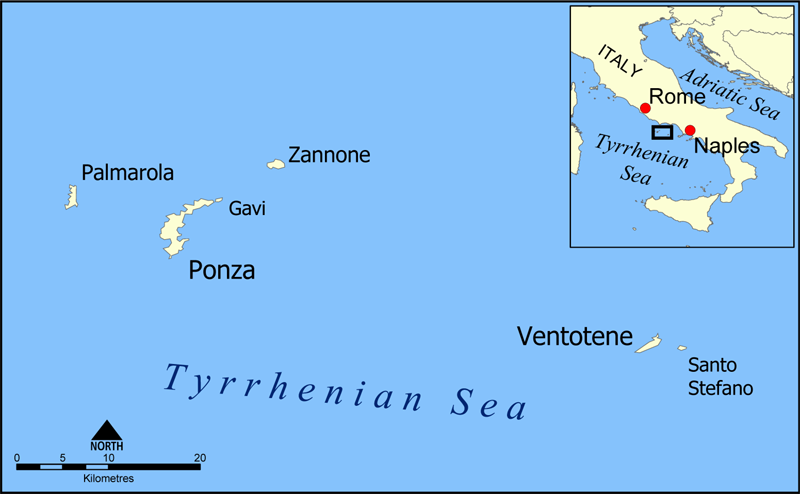
Zannone et les Îles Pontines

Complètement inhabitée, elle est comprise depuis 1979 dans le parc national du Circé.
Cette année[Quand ?] furent découvertes des traces de la présence de l'Homme sur l'île datant de la Préhistoire.[réf. nécessaire]
L'île est le siège de nombre d'espèces florales et faunales[Lesquels ?] endémiques de l'île.

## Faune
L'île est un lieu de transit pour les espèces migratoires[Lesquels ?] : outre les migrateurs communs, on y trouve des faucons, notamment des faucons pèlerins. On peut aussi y rencontrer des reptiles endémiques de la famille des sauria, des insectes (de la famille des lepidoptera et des orthoptera) ainsi que des araignées. On y retrouve enfin un mammifère, le mouflon corse introduit sur l'île dans les années 1920. Aurélien Audevard et Frédéric Jiguet mentionnent aussi une petite population introduite de Francolin d'Erckel.

## Flore
Sur l'île, la végétation est typiquement méditerranéenne, composée de genêt, agave et cactus rendant le panorama de l'île très luxuriant. On y trouve également l'unique exemplaire de chêne castagnara.